# Bannoncourt
Bannoncourt is een gemeente in het Franse departement Meuse (regio Grand Est) en telt 185 inwoners (2004).
De gemeente maakt deel uit van het arrondissement Commercy en sinds maart 2015 van het toen opgerichte kanton Dieue-sur-Meuse. Daarvoor was het deel van het toen opgeheven kanton Pierrefitte-sur-Aire.

## Geografie
De oppervlakte van Bannoncourt bedraagt 8,6 km², de bevolkingsdichtheid is 21,5 inwoners per km².
De onderstaande kaart toont de ligging van Bannoncourt met de belangrijkste infrastructuur en aangrenzende gemeenten.

## Demografie
Onderstaande figuur toont het verloop van het inwonertal (bron: INSEE-tellingen).